# Desarrollo de Bajo Impacto (Estados Unidos y Canadá)
El Desarrollo de Bajo Impacto (DBI) es un término usado en Canadá y Estados Unidos para describir la organización del territorio junto con su enfoque en cuanto al diseño ingenieril para manejar la escorrentía de las aguas pluviales. El DBI enfatiza la conservación del agua y el uso de elementos naturales en el lugar para proteger la calidad del agua. Este enfoque implementa el diseño de controles hidrológicos a pequeña escala para replicar el desarrollo previo del régimen hidrológico de las cuencas por medio de la infiltración, el filtrado, el almacenamiento, la evaporación y el frenado de la escorrentía cerca de su fuente.
Términos equivalentes usados en otros lugares incluyen sistemas urbanos sostenibles de drenaje (SUSD) en el Reino Unido (donde DBI tiene un significado muy diferente), el diseño urbano sensible al agua en Australia, los sistemas naturales de drenaje en Seattle, Washington y la "Gestión de Aguas Pluviales Insitu", como el usado por el Departamento de Ecología del Estado de Washington.

## Alternativa a las prácticas de gestión de las aguas pluviales convencionales
Concepto que se inició en el Condado de Prince George, Maryland en 1990, DBI comenzó como una alternativa para mejorar las prácticas de gestión de aguas pluviales tradicionales instaladas en los proyectos de construcción. Los funcionarios encontraron que las prácticas tradicionales, como los estanques de detención y las cuencas de retención no eran rentables y que los resultados no cumplían con las metas de calidad del agua señaladas. El Centro de Desarrollo de Bajo Impacto, Inc., una organización de investigación de los recursos hídricos sin fines de lucro, fue formada en 1998 para trabajar con los organismos e instituciones gubernamentales para promover la ciencia, la comprensión y puesta en práctica del DBI y otros enfoques de planificación sostenible del medio ambiente y de diseño, tales como las infraestructura verdes y la Asociación de Carreteras Ecológicas.
El enfoque de diseño DIB ha recibido el apoyo de la Agencia de Protección Ambiental (EPA, por sus siglas en inglés) y está siendo promovido como un método para ayudar a cumplir los objetivos de la Ley de Agua Limpia. Varios programas de agencias locales, estatales y federales han adoptado los lineamientos marcados por el DBI en cuanto al desarrollo de la tierra y los proyectos de obras públicas. Las técnicas del DBI juegan un papel muy importante en el crecimiento inteligente y la infraestructura verde de la planificación del uso del suelo.

## Diseño para el Desarrollo de Bajo Impacto
El principio básico del DBI de utilizar a la Naturaleza como modelo y gestionar las precipitaciones en la fuente misma, se logra mediante la implementación de estrategias secuenciadas de escorrentía, mitigación de esta y, por último, los controles de tratamiento para eliminar contaminantes. A pesar de que las Prácticas de Gestión Integrada (PGI's) — descentralizadas, controlan a microescala la infiltración, el almacenamiento, la evaporación y la detención de la escorrentía cercana a la fuente  — obtienen la mayor parte de la atención por parte de los ingenieros, es crucial entender que el DBI es algo más que la aplicación de una nueva lista de prácticas y productos. Es un proceso de diseño estratégico para crear un sitio sostenible que imite las propiedades hidrológicas no desarrolladas del sitio. Se requiere un enfoque prescriptivo que sea apropiado para el uso del suelo tratado. 
El diseño basado en los principios del DBI sigue cuatro pasos sencillos. En primer lugar, se deben determinar las condiciones previas al desarrollo del sitio e identificar los objetivos hidrológicos (algunas jurisdicciones sugieren ir a condiciones boscosas). En segundo lugar, se evalúan los objetivos del tratamiento, que dependen del uso del sitio y los contaminantes locales. En tercer lugar, se identificará el proceso que responde a las necesidades específicas del sitio. Y por último, se debe aplicar una práctica que emplee el proceso elegido, al tiempo que se ajusta a las restricciones del sitio.
Los procesos básicos utilizados para gestionar las aguas pluviales incluyen un pretratamiento, la filtración, la infiltración, el almacenamiento y la reutilización.

### Pretratamiento
Se recomienda un pretratamiento para eliminar contaminantes tales como basura, escombros y sedimentos más grandes. La incorporación de un sistema de pretratamiento, tal como lo hace un separador hidrodinámico, puede prolongar la longevidad de todo el sistema mediante la prevención de obstrucciones prematuras durante el tratamiento primario.

### Filtración
Cuando las aguas pluviales se pasan a través de un filtro, se eliminan sólidos y otros contaminantes. La mayoría de los medios para eliminar los sólidos son mediante procesos mecánicos. La gradación del medio, la irregularidad de la forma, la porosidad y la rugosidad de la superficie son características que influyen en la remoción de los sólidos. Muchos otros contaminantes como los nutrientes y los metales se pueden eliminar a través de procesos químicos y/o biológicos. La filtración es un componente clave para los sitios DBI´s, sobre todo cuando la infiltración no es factible. Los sistemas de filtrado pueden ser diseñados para eliminar los contaminantes primarios de la escorrentía y se pueden configurar entradas descentralizadas a pequeña escala. Esto permite que el escurrimiento sea tratado cerca de su fuente sin ser recolectado adicionalmente o sin necesitar infraestructura para su transporte.

### Infiltración
La infiltración recupera la escorrentía de las aguas pluviales y permite la recarga de aguas subterráneas. El escurrimiento entra en el suelo y se filtra a través de la subsuperfici. La tasa de infiltración se ve afectada por la compactación del suelo y la capacidad de almacenamiento del mismo; esta disminuirá a medida que el suelo se va saturando. La textura y estructura del suelo, tipo de vegetación y la cubierta, el contenido de agua del suelo, la temperatura del suelo, y la intensidad de la lluvia, son vitales para controlar la tasa de infiltración y su capacidad. La infiltración juega un papel fundamental en el diseño del sitio DBI. Algunos de los beneficios de la infiltración incluyen la mejora de la calidad del agua (ya que el agua se filtra a través del suelo) y la reducción de la escorrentía. Cuando se distribuye por todo un sitio, la infiltración puede ayudar significativamente a mantener la hidrología natural del sitio.

### Almacenamiento y reutilización
La captura y reutilización de las aguas pluviales como un recurso ayudan a mantener el desarrollo previo hidrológico de un sitio mientras se crea un suministro adicional de agua para riego u otros fines. La recolección de agua de lluvia es una práctica DBI que facilita la reutilización de las aguas pluviales.

## Los cinco principios del desarrollo de bajo impacto
Hay 5 requisitos básicos para diseñar de acuerdo con el DBI:
1. Conservar las áreas naturales en la medida de lo posible (no pavimentar todo el sitio si no es necesario).
2. Minimizar el impacto en el desarrollo hidrológico.
3. Mantener la tasa y la duración de la escorrentía en la zona (no permitir que el agua abandone el sitio).
4. Implementar prácticas integradas de gestión en todo el terreno; estas prácticas son controles descentralizados a microescala que pueden infiltrar, almacenar, evaporar o detener la escorrentía cercana a la fuente.
5. Implementar campañas de prevención en cuanto a la contaminación, el mantenimiento adecuado y los programas de educación pública.[7]

## Prácticas típicas y controles

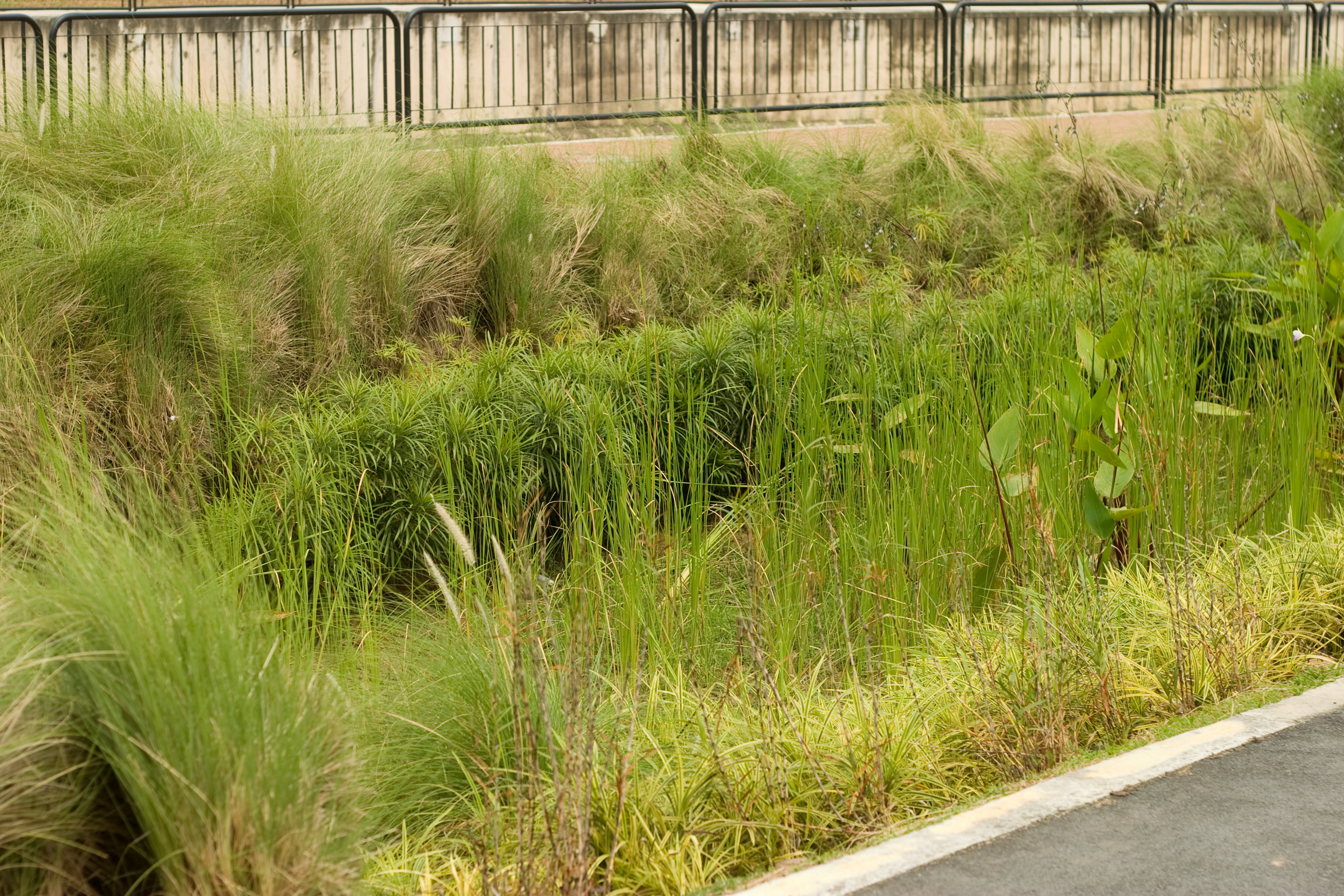
Jardín de lluvia

Las prácticas de planificación incluyen y relacionan varios enfoques que se desarrollan de forma independiente por diferentes autores. Estos enfoques tienen nombres diferentes pero sus conceptos resultan similares y comparten objetivos parecidos en cuanto a la protección de la calidad del agua.
- Diseño de la protección, también llamado Desarrollo de Conservación
- Mejor Diseño del Sitio (Better Site Design)
- Infraestructura Verde

Se debe planificar y seleccionar la estructura de las prácticas del DBI para cualquier sitio, tomando en consideración el uso del suelo, su hidrología, el tipo de suelo, el clima y las precipitaciones del sitio. Hay muchas variantes en estas prácticas DBI´s, y algunas prácticas pueden no ser adecuadas para el sitio a tratar. Muchos son prácticos para proyectos de modernización o actualización del sitio, y también para las nuevas construcciones. Con frecuencia las prácticas usadas incluyen:
- Celdas de Biorretención
- Cisternas
- Techos verdes
- El concreto permeable, también llamado "pavimento poroso", similar a la pavimentación permeable.
- Dispositivos de gestión de las aguas pluviales comercialmente fabricados que capturen contaminantes y/o ayuden en la infiltración.

## Beneficios
El desarrollo de bajo impacto tiene múltiples beneficios, tales como la protección de hábitats animales, el mejoramiento en cuanto a la gestión de la escorrentía y las inundaciones, y la reducción de las superficies impermeables. El DBI también mejora la calidad del agua subterránea y aumenta su cantidad, lo que beneficia la estética del lugar, aumentando el valor de la comunidad.
Este tipo de desarrollo ID can also be used to eliminate the need for stormwater ponds, which occupy expensive land. La incorporación del DBI en términos de diseño, permite a los desarrolladores construir más casas en el mismo terreno, al tiempo que maximizan sus ganancias.